# Pfarrkirche Königstetten

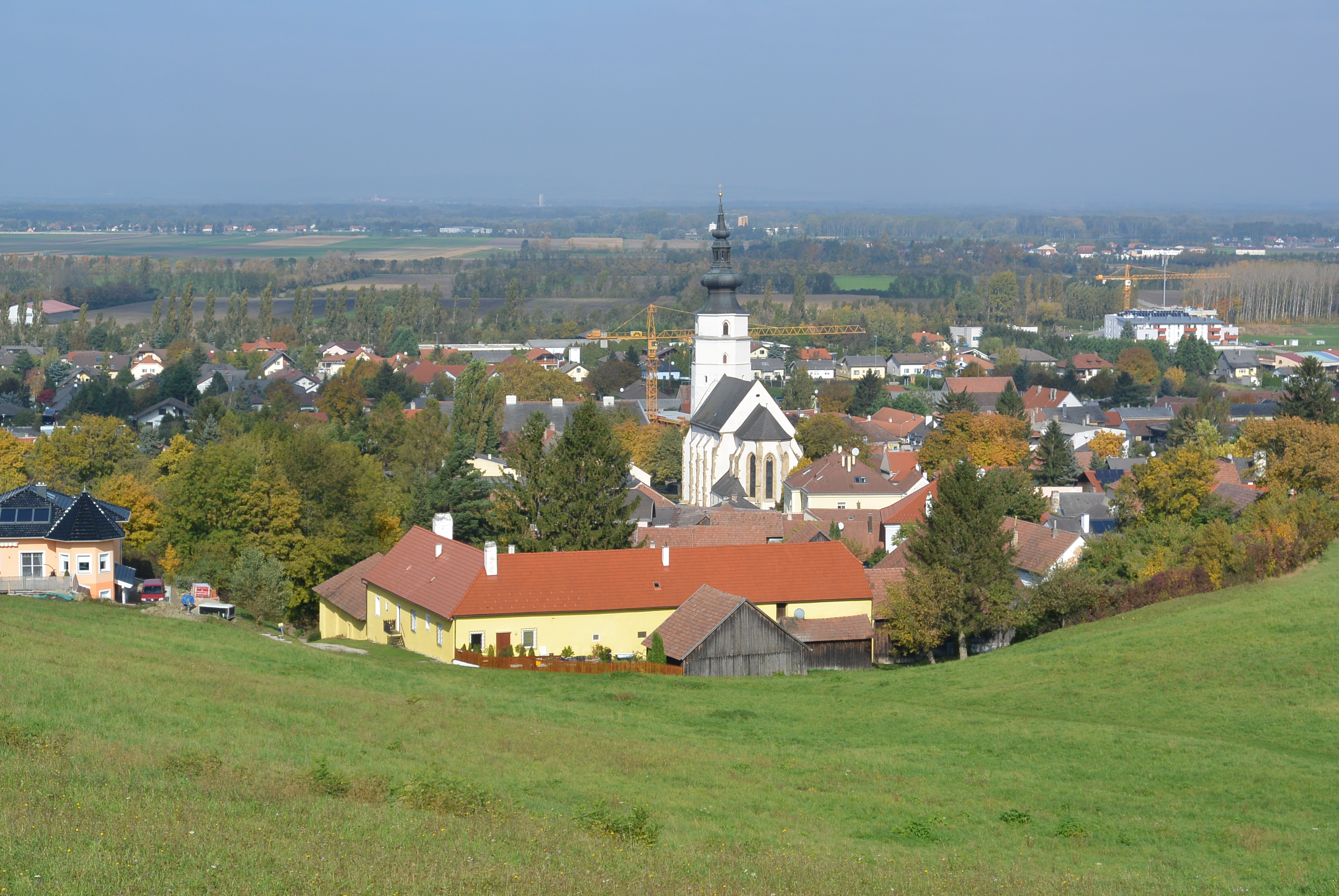
Katholische Pfarrkirche hl. Jakobus der Ältere in Königstetten

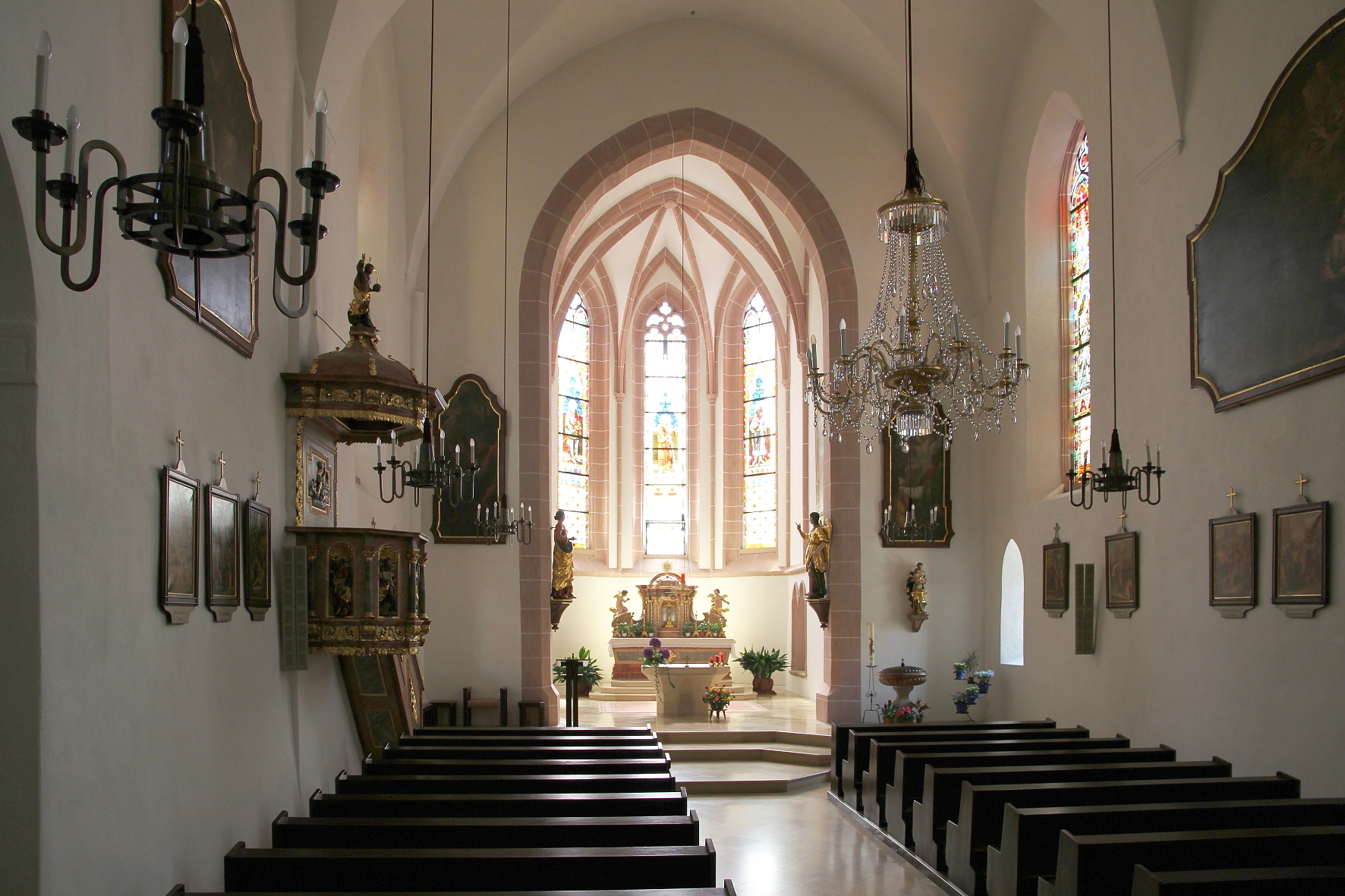
Langhaus, Blick zum Chor

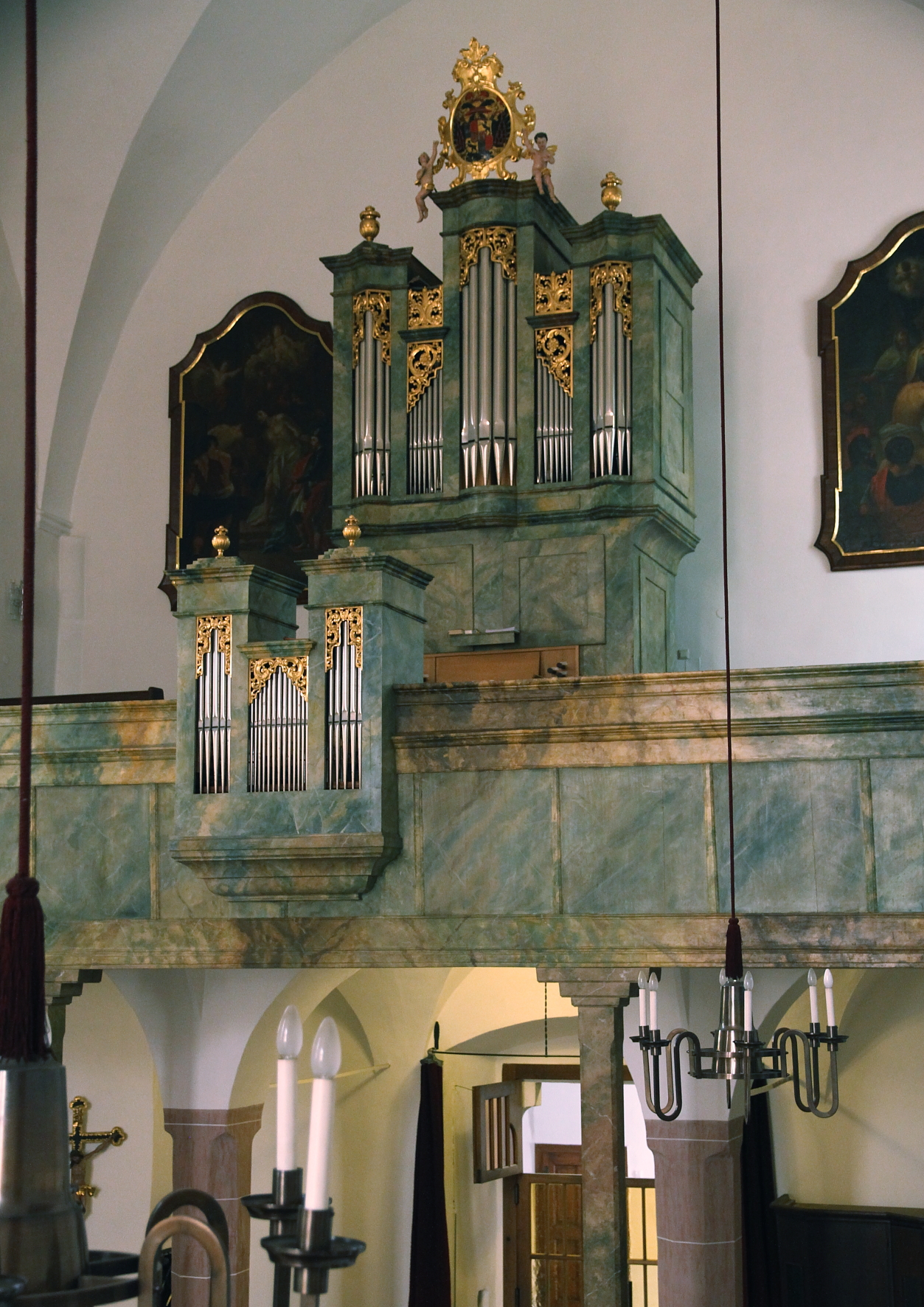
Langhaus, Blick zur Empore

Die römisch-katholische Pfarrkirche Königstetten steht in der Ortsmitte auf dem Hauptplatz der Marktgemeinde Königstetten im Bezirk Tulln in Niederösterreich. Die dem Patrozinium des Heiligen Jakobus des Älteren unterstellte Pfarrkirche gehört zum Dekanat Tulln in der Diözese St. Pölten. Die Kirche steht unter Denkmalschutz (Listeneintrag).

## Geschichte
An der Stelle einer ehemaligen Barbarakapelle wurde von 1382 bis 1415 ein gotischer Kirchenbau errichtet. Die Fundamente eines romanischen Vorgängerbaus wurden bei der Restaurierung 1982/1983 ergraben. Im Jahr 1590 stürzte bei einem Erdbeben das Kreuzrippengewölbe ein. Von 1586 bis 1617 stagnierte der Ausbau des Turmes und wurde erst 1643 fertiggestellt. Nach dem Türkenkrieg 1683 erfolgte 1698 eine Barockisierung. 1982/1983 erfolgte eine Restaurierung.
Die Kirche war 1343/1349 ein Vikariat der Pfarrkirche St. Andrä vor dem Hagental. Urkundlich wurde 1370 ein Pfarrer genannt.

## Architektur
Der gotische Saalbau mit einem eingezogenen polygonal geschlossenen Chor wird von einem mächtigen Fassadenturm der Spätgotik und Spätrenaissance im Norden dominiert.
Am gotischen Langhaus gibt es Strebepfeiler mit Wasserschlägen und beidseitig im dritten und vierten Joch vermauerte Schulterportale in profilierten Rechteckgewänden, es gibt kleine Spitzbogenfenster aus der Bauzeit, die übrigen Spitzbogenfenster sind unregelmäßig aufgeteilt in Laibungen des 19. Jahrhunderts. Zwischen dem zweiten und dritten östlichen Langhausstrebepfeiler befindet sich ein Kapellenanbau aus dem 17. Jahrhundert unter einem Pultdach und einem kleinen ovalen Fenster. Der eingezogene Chor mit Strebepfeilern hat eine geschweifte Verdachung und einen doppelten Wasserschlag über einem Sockel und Spitzbogenfenster mit Maßwerkresten. Im westlichen Chorwinkel steht ein gotischer Sakristeianbau aus dem Ende des 15. Jahrhunderts, die Sakristei wurde in barocker Zeit gegen Süden erweitert, die Sakristei hat rundbogige Fenster in Steinrahmungen aus dem 17. Jahrhundert, das spitzbogige Portal ist sekundär hierher verlegt. Der massive hohe Turm ist der nördlichen Giebelfassade vorgestellt und nimmt die ganze Langhausseite ein, der dreigeschoßige Unterbau mit quadratischem Grundriss ist spätgotisch aus dem Anfang des 16. Jahrhunderts, im Osten und Westen gibt es spitzbogige profilierte Trichterportale zur Vorhalle, die oberen fünf Turmgeschoße sind achtseitig von 1586 bis 1617 und 1643 vollendet, das Uhrengeschoß ist durch ein Gesims abgesetzt und über einem markanten Traufgesims mit einem eingezogenen Glockengeschoß mit nachgotischen Spitzbogenfenstern, der Turm trägt einen neobarocken Helm von 1862.
An der östlichen Kirchenmauer befindet sich die Steinfassung eines Brunnens von 1652 als Stiftung des Erzherzogs Leopold Wilhelm.
Das Kircheninnere zeigt eine kreuzgratgewölbte Vorhalle im Turmerdgeschoß mit einem Schulterbogenportal in einem profilierten Steinbogengewände, im Tympanon ist ein Relief Heilige Dreifaltigkeit um 1950. In der Turmvorhalle gibt es einen eingemauerten römischen Meilenstein aus dem Jahr 235/236, gefunden 1968 in aus Tulln stammendem Abbruchmaterial, der Meilenstein war ursprünglich an der Straße nach Aelium Cetium (St. Pölten) aufgestellt.
Das schlichte Langhaus hat vier kreuzgratgewölbte Joche. Die kreuzgratunterwölbte Orgelempore auf abgefasten Pfeilern reichte ursprünglich in die halbe Tiefe des ersten Joches und wurde im 19. Jahrhundert mit einem Holzbau erweitert, es gibt einen achteckigen Treppenaufgang mit einer hölzernen Spindeltreppe. Der Triumphbogen ist spitzbogig. Der stark eingezogene leicht erhöhte einjochige Chor mit einem Fünfachtelschluss hat eine Wandgliederung durch Runddienste über einem Kaffgesims und mit kleinen polygonalen Kapitellen mit einem Kreuzrippengewölbe mit Birnstäben mit Scheibenschlusssteinen. Es gibt im Chor eine Sitznische mit zwei Kleeblattbögen. Die Sakristei hat ein gotisches Kreuzrippengewölbe und ein Maßwerkfenster mit Fischblasen aus der Bauzeit und anschließend einen barocken tonnengewölbten Erweiterungsbau. Ein barocker tonnengewölbter Kapellenanbau ist zum Langhaus rundbogig geöffnet.
Die ornamentale und firgurale Glasmalerei entstand vollständig um 1900.

## Einrichtung
Der Hochaltar mit barocken Stipes trägt einen Tabernakel aus dem dritten Viertel des 18. Jahrhunderts.
Die achteckige Hängekanzel aus dem Ende des 17. Jahrhunderts hat einen säulengegliederten Korb mit Hochreliefstatuetten der Vier Evangelisten in Nischen, an der Rückwand das Relief Christus als Guter Hirte, auf dem Schalldeckel Christus Salvator.
Ein Leinwandbilderzyklus zur Passion aus der ersten Hälfte des 18. Jahrhunderts wurde aus der ehemaligen Kartause Mauerbach hierher übertragen.
Die Orgel baute Herbert Gollini 1980 in einem barockklassizistischen Gehäuse von Johann Georg Fischer 1820/1830.

## Grabdenkmäler
Außen
- Am Chor Epitaph des Franziskus Doppelhama mit Voluten, Putto und Inschrift von 1761 und 1753.
- Priestergrabplatte zu Johann Philipp Bach 1780.
- Steinplatte mit Wappen des Bischofs von Passau Erzbischof Leopold Wilhelm mit L(eopoldus) W(ilhemus) A(rchidux) E(piscopus) P(ataviensis), die Platte war ursprünglich eine Altarfrontplatte aus dem 15. Jahrhundert.

Innen
- In der Turmvorhalle gibt es ein Kruzifix aus dem 18. Jahrhundert flankiert von Gedenktafeln für die Gefallenen des 1. Weltkrieges.
- Im Chor gibt es einen Inschriftgrabstein aus dem 17. Jahrhundert.
- Im Chor eine Grabplatte mit Giebelstangenkreuz aus dem 13. Jahrhundert bei der Grabung 1982/1983 gefunden.
- Im Chor ein Inschriftepitaph zu Wurm 1695.